# Újezdec (Přerov)
Újezdec (německy Augezd) je velká vesnice, část statutárního města Přerov ve stejnojmenném okrese v Olomouckém kraji. Nachází se asi tři kilometry jihovýchodně od Přerova. Přerov VI-Újezdec leží v katastrálním území Újezdec u Přerova o rozloze 2,63 km².

## Historie
První písemná zmínka o vesnici pochází z roku 1131.

## Obyvatelstvo
| Rok            | 1869 | 1880 | 1890 | 1900 | 1910 | 1921 | 1930 | 1950 | 1961 | 1970 | 1980 | 1991 | 2001 | 2011 | 2021 |
| -------------- | ---- | ---- | ---- | ---- | ---- | ---- | ---- | ---- | ---- | ---- | ---- | ---- | ---- | ---- | ---- |
| Počet obyvatel | 369  | 399  | 488  | 548  | 727  | 845  | 877  | 901  | 983  | 897  | 788  | 634  | 659  | 798  | 868  |
| Počet domů     | 65   | 71   | 75   | 89   | 102  | 120  | 151  | 210  | 233  | 231  | 227  | 244  | 252  | 292  | 328  |

## Obecní správa
Při sčítání lidu v letech 1850–1975 Újezdec byl samostatnou obcí, se kterým patřil nejprve do okresu Kroměříž, ale od roku 1880 v okrese Přerov. Od 1. ledna 1976 je částí statutárního města Přerov ve stejnojmenném okrese.